# Erioptera horii
Erioptera horii là một loài ruồi trong họ Limoniidae. Chúng phân bố ở miền Cổ bắc.